# Pselaphochernes turcicus
Pselaphochernes turcicus är en spindeldjursart som beskrevs av Beier 1967. Pselaphochernes turcicus ingår i släktet Pselaphochernes och familjen blindklokrypare. Inga underarter finns listade i Catalogue of Life.